# Sipunculus
Genre
Sipunculus est un genre de vers marins siponculiens.

## Liste des espèces
Selon ITIS :
- Sipunculus clavatus (de Blainville, 1827)
- Sipunculus corallicolus (Pourtalès, 1851)
- Sipunculus echinorhynchus (Chiaje, 1823)
- Sipunculus indicus
- Sipunculus lomonossovi
- Sipunculus longipapillosus
- Sipunculus macrorhynchus (de Blainville, 1827)
- Sipunculus microrhynchus (de Blainville, 1827)
- Sipunculus marcusi
- Sipunculus mundanus
- Sipunculus norvegicus
- Sipunculus nudus  (Linnaeus, 1766) - Siponcle nu
- Sipunculus phalloides
- Sipunculus polymyotus
- Sipunculus robustus
- Sipunculus rubens (Costa, 1860)
- Sipunculus rufofimbriatus Blanchard, 1849)
- Sipunculus saccatus (Linnaeus, 1767)
- Sipunculus zenkevitchi (Murina, 1969)